# Aquarium (album)
Aquarium is het debuutalbum van de Deense popgroep Aqua uit 1997. Hoewel de groep al drie jaar bij elkaar was, hadden ze tot Aquarium slechts een single uitgebracht, Itzy Bitsy Spider. Het album is vooral bekend doordat het de nummers Barbie Girl, Doctor Jones en Turn Back Time bevat, alle drie nummer-één hits in het Verenigd Koninkrijk, en waarvan de eerste wereldwijd een succes was. Barbie Girl bracht platina op in de Verenigde Staten. 
Het album bevat de volgende nummers:
- "Happy Boys & Girls" (03:37)
- "My Oh My" (03:22)
- "Barbie Girl" (03:16)
- "Good Morning Sunshine" (04:05)
- "Doctor Jones" (03:22)
- "Heat of the Night" (03:33)
- "Be A Man" (04:22)
- "Lollipop (Candyman)" (03:35)
- "Roses Are Red" (03:43)
- "Turn Back Time" (04:10)
- "Calling You" (03:33)
- "Didn't I" (03:22)*
- Bonus Track